# Hussain Al-Qahtani
Hussain Al-Qahtani (en árabe: حسين القحطاني‎; Riad, 20 de diciembre de 1994) es un futbolista saudí que juega en la demarcación de centrocampista para el Al-Qadsiah F. C. de la Liga Profesional Saudí.

## Selección nacional
Tras jugar en la selección de fútbol sub-23 de Arabia Saudita, hizo su debut con la selección absoluta el 24 de marzo de 2023 en un encuentro amistoso contra Venezuela que finalizó con un resultado de 1-2 a favor del combinado venezolano tras el gol de Salem Al-Dawsari para Arabia Saudita, y de Josef Martínez y Salomón Rondón para Venezuela.

## Clubes
| Club                 | País           | Año       | Partidos | Goles |
| -------------------- | -------------- | --------- | -------- | ----- |
| Al-Hilal Saudi F. C. | Arabia Saudita | 2015-2016 | 0        | 0     |
| Al-Faisaly F. C.     | Arabia Saudita | 2017-2020 | 44       | 1     |
| Al-Shabab Club       | Arabia Saudita | 2020-2024 | 133      | 6     |
| Al-Qadsiah F. C.     | Arabia Saudita | 2024-     | 20       | 0     |